# George Bon Salle
George H. Bon Salle (Chicago, Illinois; 1 de julio de 1935-South Miami, Florida; 20 de julio de 2015) fue un jugador de baloncesto estadounidense que jugó tres partidos en la NBA, desarrollando su carrera deportiva primero en la Liga Italiana y posteriormente en la National Industrial Basketball League, una liga semiprofesional. Con 2,03 metros de estatura, jugaba en la posición de pívot. Ha ganado la medalla de oro en los Juegos Panamericanos de 1959.

## Trayectoria deportiva

### Universidad
Jugó durante 3 temporadas con los Fighting Illini de la Universidad de Illinois, en las que promedió 17,5 puntos por partido. En su última temporada fue elegido All-American.

### Profesional
Fue elegido en la séptima posición del Draft de la NBA de 1957 por Syracuse Nationals, pero optó por ir a jugar a la Liga Italiana, al Simmental de Milán, equipo con el que conseguiría el campeonato en su única temporada allí, promediando 17,3 puntos por partido.
En 1959 disputó los Juegos Panamericanos con la selección de Estados Unidos, ganando la medalla de oro. Regresó a su país, y lo hizo para jugar en la liga semiprofesional NIBL con los Denver Truckers durante cinco temporadas, ganando el campeonato en su primera temporada en el equipo. En la temporada 1961-62 fue contratado por los Chicago Packers de la NBA, pero solamente jugaría con ellos 3 partidos, promediando 1,3 puntos por juego.

## Estadísticas de su carrera en la NBA

### Temporada regular
| Temporada | Edad | Equipo          | Liga | P | TIT | MIN | TC  | TCA | %TC  | 3P | 3PA | %3P | TL  | TLA | %TL | R.OF. | R.DEF. | REB | ASIS | ROB | TAP | PER | FP  | PTS |
| 1961-62   | 26   | Chicago Packers | NBA  | 3 |     | 3.0 | 0.7 | 2.7 | .250 |    |     |     | 0.0 | 0.0 |     |       |        | 0.7 | 0.0  |     |     |     | 0.0 | 1.3 |
| Total     |      |                 | NBA  | 3 |     | 3.0 | 0.7 | 2.7 | .250 |    |     |     | 0.0 | 0.0 |     |       |        | 0.7 | 0.0  |     |     |     | 0.0 | 1.3 |